# سیارک ۱۵۴۵۳
سیارک ۱۵۴۵۳ (به انگلیسی: 15453 Brasileirinhos، نامگذاری:1998XD96)۱۵۴۵۳مین سیارک کشف شده‌است که در ۱۲ دسامبر ۱۹۹۸ کشف شد.